# كلوفا (قرية)
كلوفا هي قرية في جلين كلوفا، أنغوس، إسكتلندا، تقع على نهر جنوب إسك، على بعد حوالي 12 ميلاً شمال كيريموير.

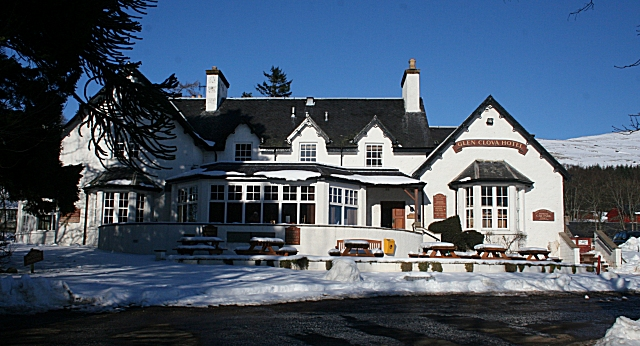
فندق غلين كلوفا ، كلوفا